# Georg Rüppell
Georg Rüppell (* 20. April 1940 in Berlin) ist ein deutscher Zoologe und Biologe und pensionierter Professor für Verhaltensökologie an der TU Braunschweig.

## Leben und Wirken
Er studierte von 1961 bis 1967 an den Universitäten Freiburg, Hamburg und Kiel. Im Anschluss arbeitete er am IWF Wissen und Medien in Göttingen als Referent. Im Jahr 1967 promovierte er bei Hermann Remmert (1931–1994) mit dem Dissertationsthema Tagesperiodische und langfristige Faunenverschiebungen im marinen Supralitoral. 1972 erfolgte seine Habilitation.
Georg Rüppell widmete sich der Lehre in Ökologie, Verhalten und Evolution, dazu gehörten viele Geländepraktika im Wattenmeer, an der Felsküste Schottlands und an heimischen Gewässern, sowie Arbeitsgruppen, die an Libellen, Fischen, Ökotoxikologie und Niedermooren forschten.
Zu den persönlichen Arbeitsgebieten und Aktivitäten Rüppells gehören Vogel- und Insektenflug, Verhalten der Libellen, zusammen mit Dagmar Hilfert-Rüppell Zeitlupenanalysen des Libellenverhaltens und mehrere ZDF-Filme sowie wissenschaftliche Filme über den Flug und die Fortpflanzung von Libellen, Forschungsreisen nach Spitzbergen, Afrika, Japan, Thailand, Indien, Galapagos.

## Werke
- Vogelflug. Kindler Verlag, München 1975, ISBN 3-463-00611-1 und Rowohlt Verlag, Reinbek bei Hamburg 1980, ISBN 3-499-17364-6.
- mit Dagmar Hilfert-Rüppell, Gunnar Rehfeldt, Carsten Schütte: Die Prachtlibellen Europas. Westarp Verlag, Hohenwarsleben 2005, ISBN 3-89432-883-5.
- mit Dagmar Hilfert-Rüppell: Juwelenschwingen – Gossamer Wings. Splendens Verlag, Cremlingen 2007, ISBN 3-00-020389-3.